# Яковлівський район (Бєлгородська область)
Яковлівський район (рос. Яковлевский район) — адміністративна одиниця Росії, Білгородська область. До складу району входять три міста і 12 сільських поселень.
Адміністративний центр — місто Строїтель.

## Географія
Яковлівський район розташовано на заході Бєлгородської області та межує з Ракитянським, Борисовським, Бєлгородським, Корочанським, Прохоровським та Івнянським районами області. Площа району — 1089 км².
Річки: Ворскла, Ворсколець, Балка Платва.

## Історія
Район утворено 12 січня 1965.

## Адміністративний поділ
- Міське поселення місто Строїтель
- Міське поселення селище Томаровка
- Міське поселення селище Яковлеве
- Алексєєвське сільське поселення
- Бутовське сільське поселення
- Биковське сільське поселення
- Гостищевське сільське поселення
- Дмитриєвське сільське поселення
- Завидовське сільське поселення
- Козацьке сільське поселення
- Кривцовське сільське поселення
- Кустовське сільське поселення
- Мощенське сільське поселення
- Саженське сільське поселення
- Смородинське сільське поселення
- Стрілецьке сільське поселення
- Терновське сільське поселення

## Відомі особистості
У районі народився:
- Литвинов Степан Андрійович (1898—1982) — український педагог.